# 壮太君のアキハバラ奮闘記
『壮太君のアキハバラ奮闘記』（そうたくんのアキハバラふんとうき）は、鈴木次郎の漫画作品。2001年発売のエニックス（現スクウェア・エニックス）「月刊Gファンタジー」増刊「Gファンタジー++」に読み切り「壮太君の秋葉原奮闘記」が掲載され、本誌2002年3月号の読み切り「壮太君とエリちゃんの秋葉原奮闘記2」掲載を経て同年10月号より不定期連載が行なわれ、2007年7月号で完結した。全6巻。
2007年に劇中劇である『呂布子ちゃん』がOVA化された。

## あらすじ
高校生・江夏壮太は10年以上続いている超ロングラン萌えアニメ『ワンだーデジタルドキドキドギー おキャンなPaPiCo!』を溺愛するオタク少年だが、中学時代にオタク趣味を気持ち悪がられたトラウマに加えて同級生のエリと付き合い始めたこともあり自分の趣味を周囲にカミングアウト出来ずにいた。

## 登場キャラクター
江夏 壮太（えなつ そうた）
小学生の時から萌えアニメ・パピコを溺愛するオタク趣味の高校生。中学時代にオタク趣味を気持ち悪がられて以来、彼女のエリはもとより周囲に対して自分の趣味を隠していたが、真野の言葉に感応して大分オープンになった模様。
エリ
壮太の彼女。エリの方から告白して付き合い始める。壮太のオタク趣味を知ってからも交際は続いているが、自分とパピコの狭間で揺れる壮太に呆れることもしばしば。大学では「その手」のサークルに加入する。
真野 卓郎（まの たくろう）
「御宅堂本舗」店長。二次元オタクが現実の異性と交際するのは邪道だと言うポリシーを持っており、壮太に対して事あるごとに「三次元」ことエリと別れるように迫ったりする強引なところがある。
ケンジ
壮太の友人。壮太の家へ遊びに行った際に壮太が自分と同じパピコ萌えであることを知り、友情を深める。趣味はコスプレで、妹に自分の女装コスプレ写真を撮影させたりするオタクの中のオタク。
堂神 茂人（どうじん しげと）
御宅堂と同じビルに入っている同人ショップ「まんがの穴」秋葉原2号店の店長。ロボットアニメ『気道戦士ダンガム』をこよなく愛する。真野とは大学時代の同期にして、最大のライバル。店舗が近いこともありしばしば対立している。
金成保 百恵（かなりほ ももえ）
真仁明書店（まにあくしょてん）『月刊ボーイズヘブン』編集長。真野・堂神と大学時代の同期だが、真野が薦めたBLにハマったのを契機に、現在の職業に。荘太をＢＬのモデルにさせたりする。
真仁明 仁亜（まにあく にあ）
真仁明書店社長・真仁明大蔵の一人娘で、エリと同じ吹奏楽部に所属する高校1年生。エリと百合関係に成ることをいつも夢見ており、壮太を目の敵にしており、パピコ関連で荘太を引き離そうとする。
真仁明 叡蔵（まにあく えいぞう）
真仁明書店社長・真仁明大蔵の実弟。アメリカ現地法人の不振でテコ入れの為に日本を離れた兄の代理で会社の実務を任されるが、ホームレス生活を趣味とする変わり者である。

## 作品用語
本編中には様々な劇中劇が登場するが、その大半が萌えアニメである。

### パピコ
『ワンだーデジタルドキドキドギー おキャンなPaPiCo!』※は、10年以上続く超ロングヒットを記録している萌えアニメ。真仁明書店の看板作品としてメディアミックス展開され、同社のアニメ雑誌「アニメスラッシュ」などの媒体で強力にプッシュしている。ファン層は小さなお友達から大きなお友達まで幅広い。
なお、本編第31話にて第14シーズン終了後、半年間のブランクを経て新シリーズが始まるという描写があったが、その後作中にて触れられることは無く、シリーズがどうなったのかは不明のまま。
※表記はタイトルロゴに従っているが、読み切り「壮太君の秋葉原奮闘記」では『わんダーデジタルドキドキドギー おキャンなパピコ』と表記されている。
パピコ
犬耳と首輪が特徴のヒロイン。どのような敵と、いかなる目的で戦っているのかは不明であるが、劇場版ではタコの軍団と戦っていた。声優はこれまでに2度交替しており、現在は桃乃はるみが担当。桃乃はラジオ番組「ラジオパッピータイム」のパーソナリティも務めている。
ポメコ
パピコの相棒。犬耳でサンタクロース調の衣装が特徴。第22話ではエリが、受験勉強にやる気を見せない壮太を奮起させる為に清水の舞台から飛び降りる覚悟でポメコのコスプレを披露した。

### 呂布子
パピコの新シリーズ準備期間に始まった新作アニメ。。三国志の登場人物である呂布が左慈の妖術で幼女と化したという設定でゲーム機「Uii」用の対戦格闘アクションゲームなども発売されている。また、その後はパピコ同様10年に渡ってシリーズが続いている様子が本編最終話にて明かされている。元ネタは原作者・鈴木次郎の持ちネタ『天下無双 突きさせ!! 呂布子ちゃん』で、本作と同じGファンタジー連載の氷川へきる「ぱにぽに」第7巻初回版の付録が初出。

## 既刊一覧
1. 2003年6月27日初版 ISBN 9784757509733
2. 2004年2月27日初版 ISBN 9784757511590
3. 2004年10月27日初版 ISBN 9784757513037
4. 2005年5月27日初版 ISBN 9784757514409
5. 2006年9月27日初版 ISBN 9784757517875
6. 2007年7月27日初版 ISBN 9784757520080

- 5巻初版の帯では原作者・鈴木次郎がGファンタジーで漫画化作品を連載した同人ゲーム「ひぐらしのなく頃に 祟殺し編」の原作者・竜騎士07が推薦文を書いている。
- 韓国で大元メディアよりハングル版が、台湾で東立出版社より繁体字中文版が、北米でセブンシーズ・エンターテインメントより英語版がそれぞれ刊行されている。

## OVA
2007年12月より『呂布子ちゃん』を題材とした『やわらか三国志 突き刺せ!! 呂布子ちゃん』が全4巻で発売されている。また、Gファンタジー2007年4月号より「壮太」本編の連載を中断する形でスピンオフ作品「まじかる無双天使 突き刺せ!! 呂布子ちゃん」の連載が開始されている。